# Họ Trung quân
Họ Trung quân (danh pháp khoa học: Ancistrocladaceae) là một họ nhỏ của thực vật có hoa với khoảng 20 loài dây leo trong 1 chi là Ancistrocladus (chi Trung quân). Họ này được các nhà phân loại học công nhận rộng khắp.
Hệ thống APG II năm 2003 (không đổi so với hệ thống APG năm 1998), cũng công nhận họ này và đặt nó trong bộ Cẩm chướng (Caryophyllales) của nhánh thực vật hai lá mầm thật sự phần lõi (core eudicots). Họ này phân bố tại khu vực nhiệt đới Tây Phi, Đông Nam Á và miền nam Ấn Độ, Sri Lanca.
Các nghiên cứu ở mức phân tử gần đây và các chứng cứ hóa sinh học (xem website của APG) cho thấy họ này cùng nhóm các đơn vị phân loại là các thực vật ăn thịt trong bộ Cẩm chướng (các họ Droseraceae, Nepenthaceae, Dioncophyllaceae cùng loài duy nhất Drosophyllum lusitanicum của họ Drosophyllaceae) tất cả đều thuộc về cùng một nhánh, cho dù các loài của họ Ancistrocladaceae không là thực vật ăn thịt.
Quan hệ họ hàng gần gũi của họ này với họ Dioncophyllaceae (chứa loài cây ăn thịt Triphyophyllum peltatum) được hỗ trợ là nhờ sự tương tự của phấn hoa và cấu trúc của cuống lá. Hệ thống Cronquist năm 1981 đặt họ này trong bộ Hoa tím (Violales) cùng với Dioncophyllaceae. Hệ thống Takhtajan đặt họ này trong bộ của chính nó là Ancistrocladales.

## Các loài
Các loài được công nhận tại thời điểm tháng 7 năm 2014 bao gồm:
1. Ancistrocladus abbreviatus Airy Shaw - Tây Phi
2. Ancistrocladus attenuatus Dyer - Tây Bengal, Myanmar, quần đảo Andaman
3. Ancistrocladus barteri Scott-Elliot - Tây Phi
4. Ancistrocladus benomensis Rischer & G.Bringmann - Pahang
5. Ancistrocladus congolensis J.Léonard  - Congo-Brazzaville, Gabon, Zaïre
6. Ancistrocladus ealaensis J.Léonard - Congo-Brazzaville, Gabon, Zaïre, Cộng hòa Trung Phi
7. Ancistrocladus grandiflorus Cheek - Cameroon
8. Ancistrocladus griffithii Planch. - Đông Dương, quần đảo Andaman
9. Ancistrocladus guineensis Oliv. - Nigeria, Cameroon, Gabon
10. Ancistrocladus hamatus (Vahl) Gilg - Sri Lanka
11. Ancistrocladus heyneanus Wall. ex J.Graham - Tây nam Ấn Độ
12. Ancistrocladus ileboensis Heubl, Mudogo & G.Bringmann - Congo-Brazzaville
13. Ancistrocladus korupensis D.W.Thomas & Gereau - Nigeria, Cameroon
14. Ancistrocladus letestui Pellegr. - Congo-Brazzaville, Gabon, Zaïre, Cộng hòa Trung Phi
15. Ancistrocladus likoko J.Léonard - Congo-Brazzaville, Zaïre
16. Ancistrocladus pachyrrhachis  Warb. - Liberia
17. Ancistrocladus robertsoniorum J.Léonard - Kenya
18. Ancistrocladus tanzaniensis Cheek & Frim.  - Tanzania
19. Ancistrocladus tectorius (Lour.) Merr. - Quần đảo Andaman, Cambodia, Hải Nam, Borneo, Sumatra, Lào, Malaysia, Myanmar, Singapore, Thái Lan, Việt Nam
20. Ancistrocladus uncinatus Hutch. & Dalziel - Nigeria
21. Ancistrocladus wallichii Planch. - Assam, Bangladesh, quần đảo Andaman

## Hình ảnh

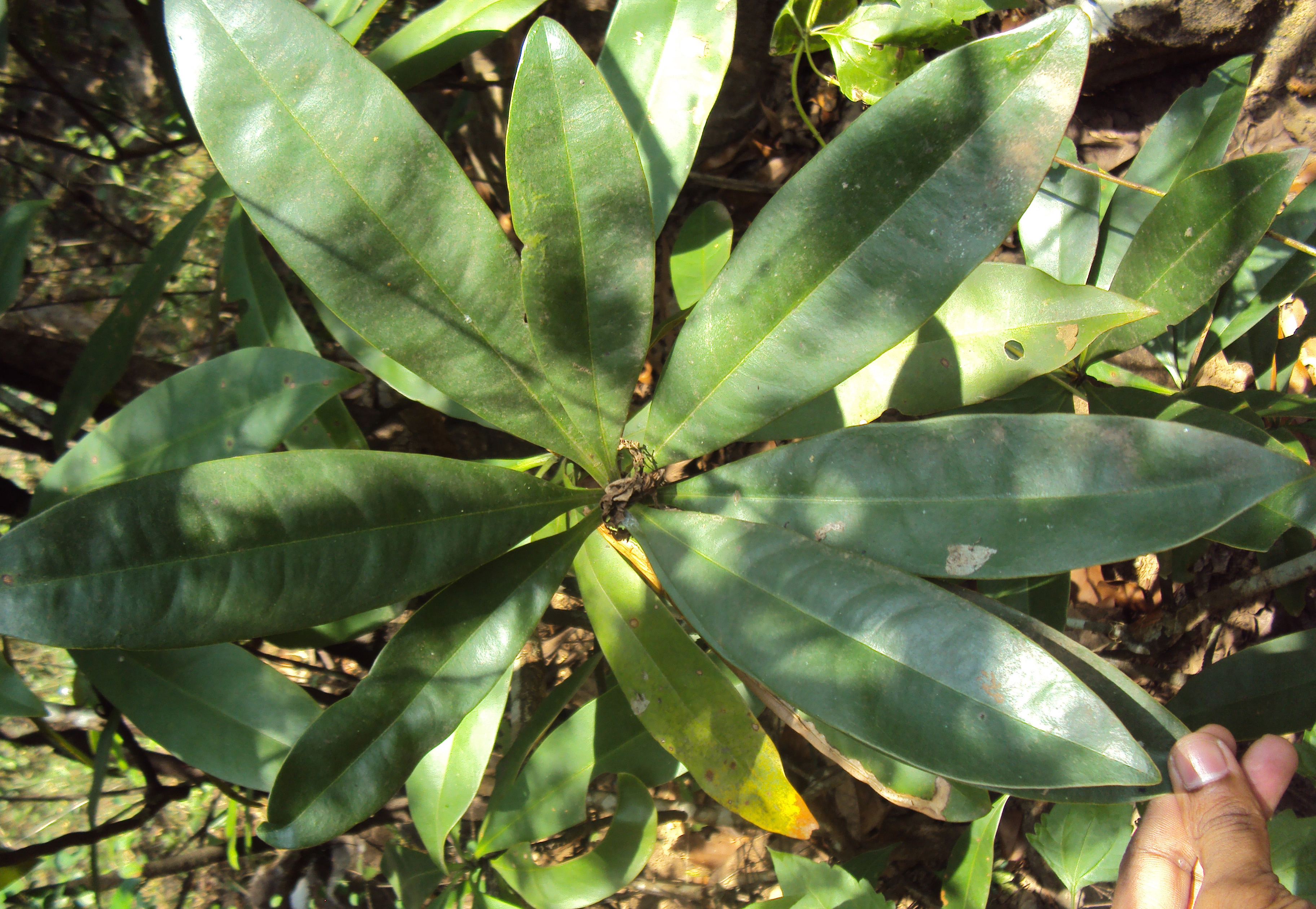
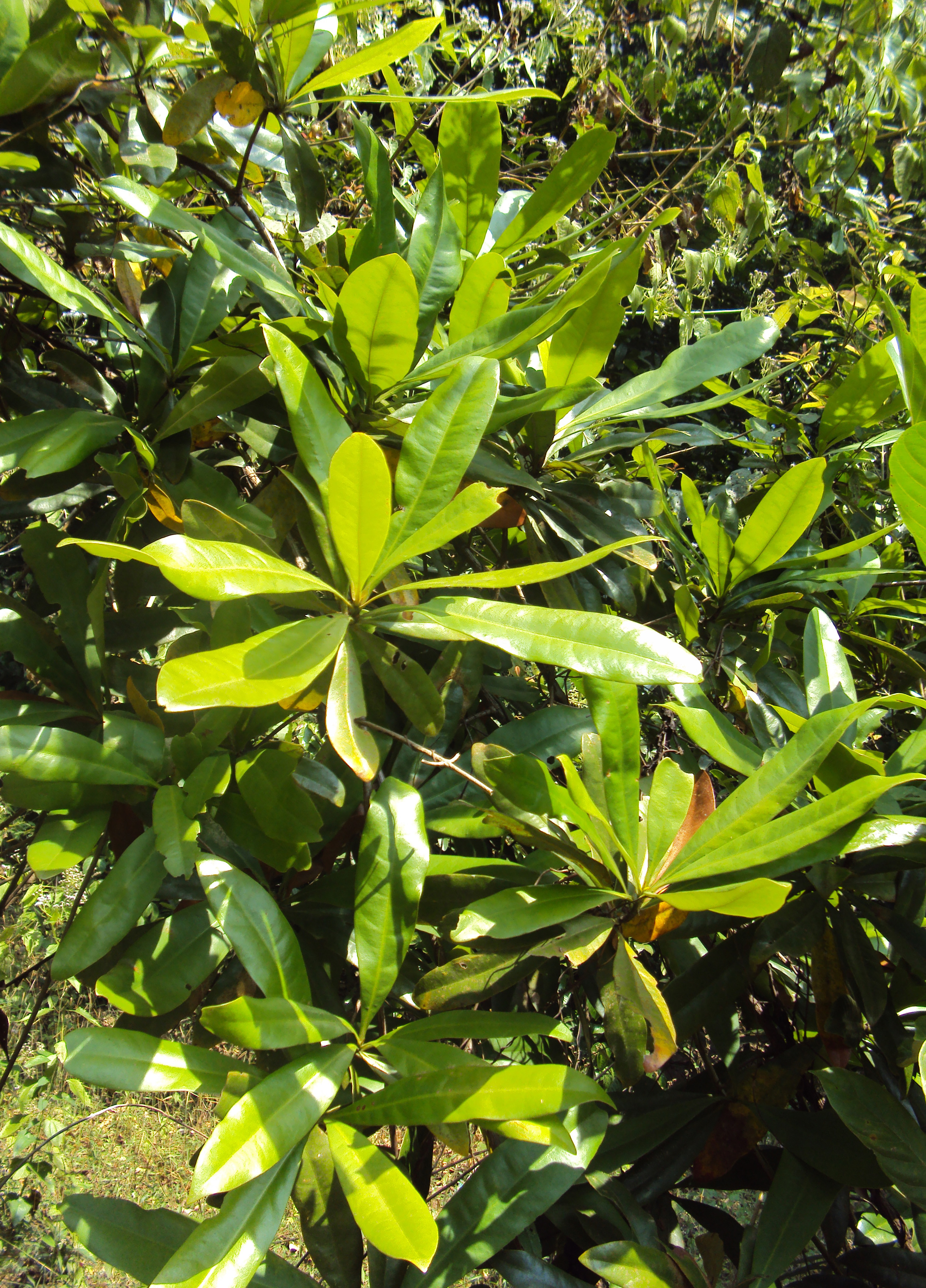